# Christmas Eve (canção de Kelly Clarkson)
"Christmas Eve" é uma canção da cantora norte-americana Kelly Clarkson. Escrita por Clarkson com Jason Halbert, que esteve a cargo da sua produção, é uma música com tema natalício sobre o testemunho da alegria das festividades da época de Natal, principalmente na noite da véspera do feriado. O seu lançamento ocorreu a 30 de novembro de 2017, através da Atlantic Records, servindo como faixa acompanhante do livro infantil da artista River Rose and the Magical Christmas.

## Faixas e formatos
| Descarga digital |                 |         |  |
| N.º              | Título          | Duração |  |
| 1.               | "Christmas Eve" | 3:00    |  |

## Créditos
A canção apresenta os seguintes créditos:
- Vocais – Kelly Clarkson
- Vocais de apoio – Bridget Sarai, Jessi Collins
- Composição – Kelly Clarkson, Jason Halbert
- Arranjos – Joseph Trapanese
- Produção, órgão e piano – Jason Halbert
- Engenharia de mistura – John Hanes
- Engenharia de masterização – Chris Gehringer, Will Quinnell
- Engenharia – Shane Wilson, Nick Spezia, John Denosky, Jason Halbert
- Baixo – Craig Nelson, Mark Hill, Jack Jezzerio
- Violoncelo – Anthony Lamarchina, Kevin Bate, Sari Reist, Nicholas Gold
- Contratação – Alan Umstead
- Coordenação – Booker White
- Bateria – Lester Estelle
- Flauta – Leslie Fagan, Erik Gratton
- Guitarra – Aben Eubanks
- Mistura – Serban Ghenea
- Percussão – Ron Sorbo
- Saxofone – Jimmy Bowland
- Tímpano – Ron Sorbo
- Viola – Charles Dixon, Hari Bernstein, Bruce Christensen, Jim Grosjean, Idalynn Besser, Shu-Zheng
- Violino – Ryan Cockman, Isabel Bartles, Jung-Min Shin, Amy Helman, Maria Conti, Mary Kathryn Vanosdale, Janet Darnall, Gerald Greer, Conni Ellisor, Bruce Wethey, Alan Umstead, Erin Hall, Alicia Enstrom, Peter Povey, Karen Winkelmann, Jenny Bifano, Catherine Umstead, Ali Gooding

## Desempenho comercial

### Posições nas tabelas musicais
| Tabela musical (2017-2018)                    | Melhor posição |
| --------------------------------------------- | -------------- |
| Alemanha - Single-Charts                      | 64             |
| Áustria - Ö3 Austria Top 40                   | 72             |
| Canadá - Canada AC                            | 3              |
| Canadá - Canada Hot AC                        | 45             |
| Estados Unidos - Billboard Adult Contemporary | 2              |